# Bagaceratops
Bagaceratops (van het Mongools baga (klein) en het Grieks ceratops (gezicht met hoorns)) is een geslacht van uitgestorven Ceratopia dat ongeveer 75 miljoen jaar geleden in het zuiden van het huidige Mongolië en (één vindplaats) in het noorden van het huidige China leefde.

## Ontdekking en naamgeving
De eerste resten van Bagaceratops werden begin jaren zeventig van de 20ste eeuw door een Pools-Mongoolse expeditie gevonden in de Mongoolse provincie Ömn-Gobi op de Chermeen Tsav I-vindplaats. In 1975 werden de fossielen voor de eerste keer beschreven en benoemd door Maryańska en Osmólska. De type- en tot nu toe de enige bekende soort Bagaceratops rozhdestvenskyi is wat de soortaanduiding betreft vernoemd naar de Russische paleontoloog Anatoli Konstantinowitsj Rozjdestwenski. Enkele exemplaren van jonge bagaceratopia uit Choelsan werden door Osmólska eerst als de mogelijk nieuwe soort van Protoceratops, ?Protoceratops kozlowskii beschreven, waarvan de soortaanduiding de Poolse paleontoloog professor Roman Kozlowski eerde. In 1990 werd die door Koerzanow zelfs in een eigen geslacht Breviceratops benoemd, als een Breviceratops kozlowskii. In 2000 stelde Paul Sereno echter dat het om jonge exemplaren van Bagaceratops rozhdestvenskyi gaat.
Het holotype van Bagaceratops, ZPAL MgD-I/126, is gevonden in de Barun Goyot-formatie die stamt uit het middelste Campanien. Het bestaat uit een schedel waaraan de snuitpunt ontbreekt.
Daarnaast zijn er in 1975 verschillende exemplaren toegewezen. Sommige bestaan uit vrij complete schedels: de specimina ZPAL MgDI/123, een voorste schedel en onderkaak van een jong dier; ZPAL MgDI./124, een schedel met onderkaken; ZPAL MgDI./125, een schedel met onderkaken; en ZPAL MgDI./129, een voorste schedel van een volwassen dier, zonder neusbeen. Er zijn ook zeventien fragmentarische schedels gevonden, soms met onderkaakresten: ZPAL MgDI./127, ZPAL MgDI./128, ZPAL MgDI./130, ZPAL MgDI./131, ZPAL MgDI./132, ZPAL MgDI./133, ZPAL MgDI./134, ZPAL MgDI./135, ZPAL MgDI./136, ZPAL MgDI./143, ZPAL MgDI./144, ZPAL MgDI./145, ZPAL MgDI./146, ZPAL MgDI./147, ZPAL MgDI./148, ZPAL MgDI./149, en ZPAL MgDI./150. Daarnaast zijn er acht losse onderkaken aangetroffen: ZPAL MgDI./137, ZPAL MgDI./138, ZPAL MgDI./139, ZPAL MgDI./140, ZPAL MgDI./142, ZPAL MgDI./152, ZPAL MgDI./153 en ZPAL MgDI./154. Specimina ZPAL MgDI./141 en ZPAL MgDI./151 bestaan ieder uit een partij losse tanden. Ten slotte zijn er, steeds zeer fragmentarische, skeletten zonder schedel opgegraven: ZPAL MgDI./142, ZPAL MgDI./146, ZPAL MgDI./152 en ZPAL MgDI./154.
Het materiaal van Protoceratops kozlowskii Maryańska & Osmólska 1975 dat mogelijk aan Bagaceratops identiek is omvat de specimina MgD-Ij116, een schedel met onderkaken van een jong dier; MgD-Ij 118, een fragmentarisch skelet met onderkaken van een jong dier; MgD-Ij119, een voorste stuk onderkaak en drie wervelbogen van de rug; MgD-IjI20, twee voorste onderkaken met losse tanden; MgD-JjI21, een stuk bovenkaaksbeen met vier tanden van een jong; en MgD-JjI22, een partij tanden. In 1990 zijn er vijf schedels uit de Chermeen Tsav I bij Breviceratops ondergebracht: de specimina PIN 3142/1, PIN 3142/2, PIN 3142/3, PIN 3142/4 en PIN 3142/5. PIN 3142/4 werd in 2003 benoemd als het aparte geslacht Platyceratops.
In 2011 werd een nieuwe vondst gemeld, specimen MPD-D 100/535, een fragmentarisch skelet met schedel.
In 2019 stelde Łukasz Czepiński dat Gobiceratops minutus, Lamaceratops tereschenkoi, Platyceratops tatarinovi en Magnirostris dodsoni alle jongere synoniemen waren van Bagaceratops.
In 2019 werd voor het eerst een vrij volledig en eenduidig aan Bagaceratops toebehorend postcraniaal skelet beschreven.

## Beschrijving

### Grootte en onderscheidende kenmerken

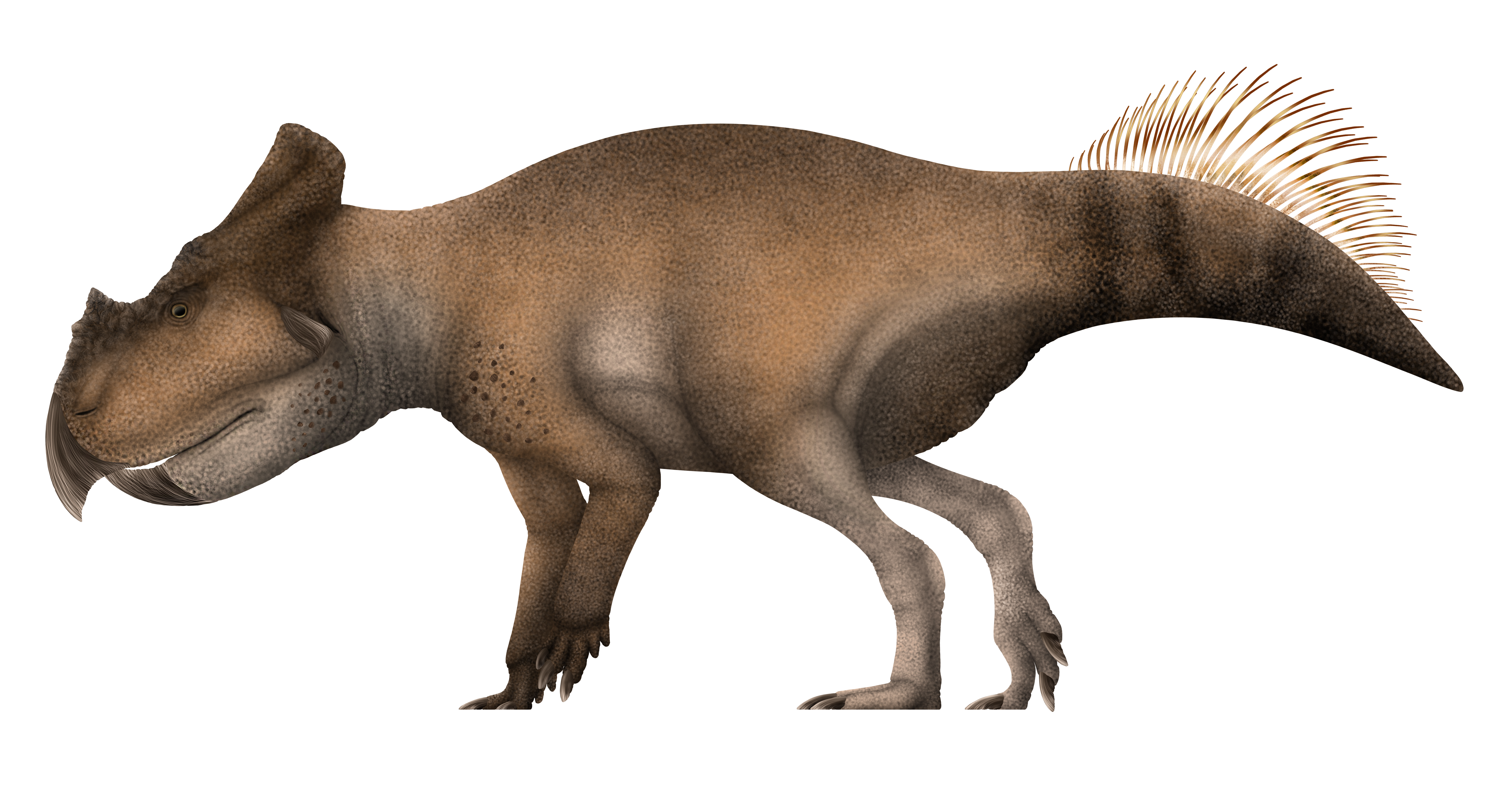
Bagaceratops

Bagaceratops is aldus bekend van minstens achtendertig exemplaren waaronder schedels van verscheidene stadia uit het leven van het dier: de kleinste is 4,7 en de grootste 17 centimeter lang. Volgens een schatting van Gregory S. Paul uit 2010 werd Bagaceratops ongeveer tachtig centimeter lang en woog zeven kilogram. Het is daarmee een van de kleinste bekende ceratopiërs. Hij was kleiner en had een kortere snuit dan de aan hem wellicht nauw verwante Protoceratops. Hoewel het geslacht tegen het einde van het dinosauriërtijdperk ontstond, toont het kenmerken van meer basale Ceratopia waaronder een zeer kort nekschild. Onder het Breviceratops-materiaal bevinden zich volwassen schedels van zo'n vijfentwintig centimeter lengte. Het als Platyceratops benoemde PIN 3142/4 is daarvan de grootste; mocht het in feite bij Bagaceratops behoren werd die een kleine anderhalve meter lang. Ook Magnirostris zou aan Bagaceratops identiek kunnen zijn wat de lengte op twee meter zou brengen.

### Skelet

#### Schedel

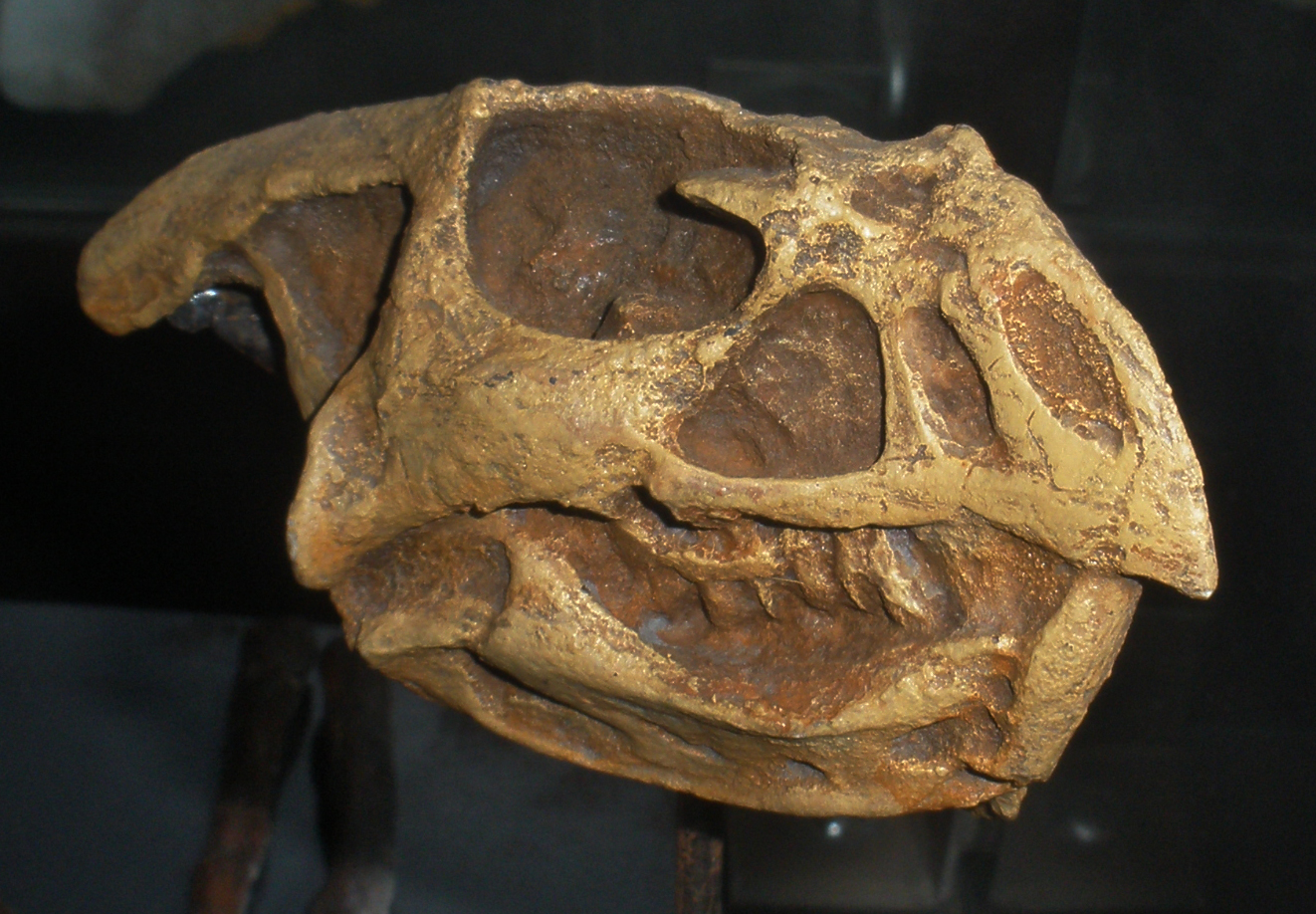
Een replica van de schedel

De snuit van Bagaceratops is kort en matig gekromd. In bovenaanzicht loopt hij zeer spits toe van een brede achterkant uit. De snavelpunt steekt maar weinig beneden de kaaklijn uit. Het neusbeen draagt een duidelijke kern voor een omhoogstekende ongepaarde neushoorn. Het neusgat is hoog, langwerpig en bijna verticaal staand. De praemaxilla draagt geen tanden. De fossa antorbitalis vormt een driehoekige uitholling op het bovenste bovenkaaksbeen, het onderste traanbeen en het onderste neusbeen. De fossa heeft achteraan, op het raakpunt van bovenkaaksbeen, jukbeen en traanbeen nog een kleine opening, het restant van de fenestra antorbitalis, die tot in de kaakholte doorloopt. Een veel grotere opening, in de vorm van een staande ovaal, bevindt zich op de bovenste grens van het bovenkaaksbeen en de praemaxilla. Dit was in 1975 een uniek kenmerk maar werd in 2010 ook gemeld voor Ajkaceratops. Het bovenkaaksbeen draagt tien tanden, waarvan de achterste twee geleidelijk kleiner worden. De tanden sluiten niet perfect op elkaar aan en er is dus geen tandbatterij. De oogkas is grot en hoog, met de vorm van een korte liggende rechthoek. Voor de bovenste oogkas bevindt zich een breed en kort palbebrale. Het jukbeen is een groot en hoog element dat naar onderen toe een spitse naar achteren gerichte vleugel vormt. De schedel heeft bij jonge dieren zijn breedste punt over de jukbeenderen gemeten. Achter het jukbeen bevindt zich een groot driehoekig slaapvenster. De binnenste achterwand van de jukbeenhoorn wordt gevormd door het quadratojugale. Een groot postorbitale ligt tussen oogkas en het onderste slaapvenster.
Het schedeldak wordt gevormd door vrij vlakke voorhoofdsbeenderen die gecombineerd zijn tot een zeshoek. Naar achteren lopen die uit in de wandbeenderen die vooraan sterk ingesnoerd zijn door de bovenste slaapvensters. Deze openingen zijn bij Bagaceratops erg groot: vooraan breed en naar achteren uitlopend in een lange spitse punt in de achterste hoek van het schedeldak. Tussen die punten zijn de achterste wandbeenderen sterk verbreed. Ze tonen volgens de beschrijving van 1975 geen pariëtaalvensters — later werden echter exemplaren gemeld die deze wel zouden bezitten maar die zouden weer tot een apart Breviceratops kunnen behoren. De wandbeenderen hebben in het midden een gezamenlijke lage kam in de lengte richting. Achteraan vormt die het verste punt van de achterrand die vandaar uit aan beide geleidelijk naar voren loopt net voor de uiteinden weer naar achteren te krommen. Het hoekpunt van het schedeldak wordt in tweeën gedeeld door het wandbeen en het buitenste squamosum dat de buitenbalk vormt van het achterste bovenste slaapvenster. De achterrand van het schedeldak vormt een korte schedelkraag die omlaagkrommend het supraoccipitale haast aan het zicht onttrekt.
Het achterhoofd is bovenaan breed maar versmalt naar onderen toe snel. Het achterhoofdsgat is een kleine liggende ovaal; de achterhoofdsknobbel heeft de vorm van een naar beneden gerichte druppel van beperkte omvang. Het onderste achterhoofd wordt verstevigd door brede vleugels van de pterygoïden en de quadrata; het quadratum is in zijaanzicht en smalle structuur die licht naar achteren helt. In de hersenpan is het orbitosfenoïde verbeend. De gehooropening ligt tussen het basioccipitale en het basisfenoïde.
Het verhemelte is zowel dwars als in de lengterichting sterk gewelfd. De ploegschaarbeenderen zijn gescheiden door een beennaad. Tussen pterygoïde, ectopterygoïde en verhemeltebeen bevindt zich een opening.

#### Onderkaken
De onderkaak is, hoewel in algemene zijn een robuust element, voor een protoceratopide tamelijk lang en laag, met een kort centraal predentarium. Het dentarium draagt tien tanden die wat lager zijn dan de maxillaire tanden van de bovenkaak. de tanden hebben de gebruikelijke vorm met een middenrichel en lagere zijrichels, zij het dat de uithollingen tussen die laatste hier opvallend ondiep zijn. De onderrand van het dentarium is opvallend recht terwijl de meeste verwanten bollere onderranden bezitten. Het binnenste spleniale is achteren laag en draagt niet bij aan de fossa mandibularis. Het surangulare loopt naar voren toe slechts geleidelijk op.

#### Postcrania
Het postcraniaal skelet is in 1975 slechts summier beschreven. Er zijn minstens zes sacrale wervels in het heiligbeen. Het hoofdlichaam van het zitbeen is vrij laag en lang. De dijbeenkop is stevig en slechts weinig gedifferentieerd van de schacht door een nek. De vierde trochanter staat erg hoog, een teken van een facultatief rennende levenswijze. De trochanter minor is plaatvormig van de trochanter major gescheiden door een diepe kloof.

## Fylogenie

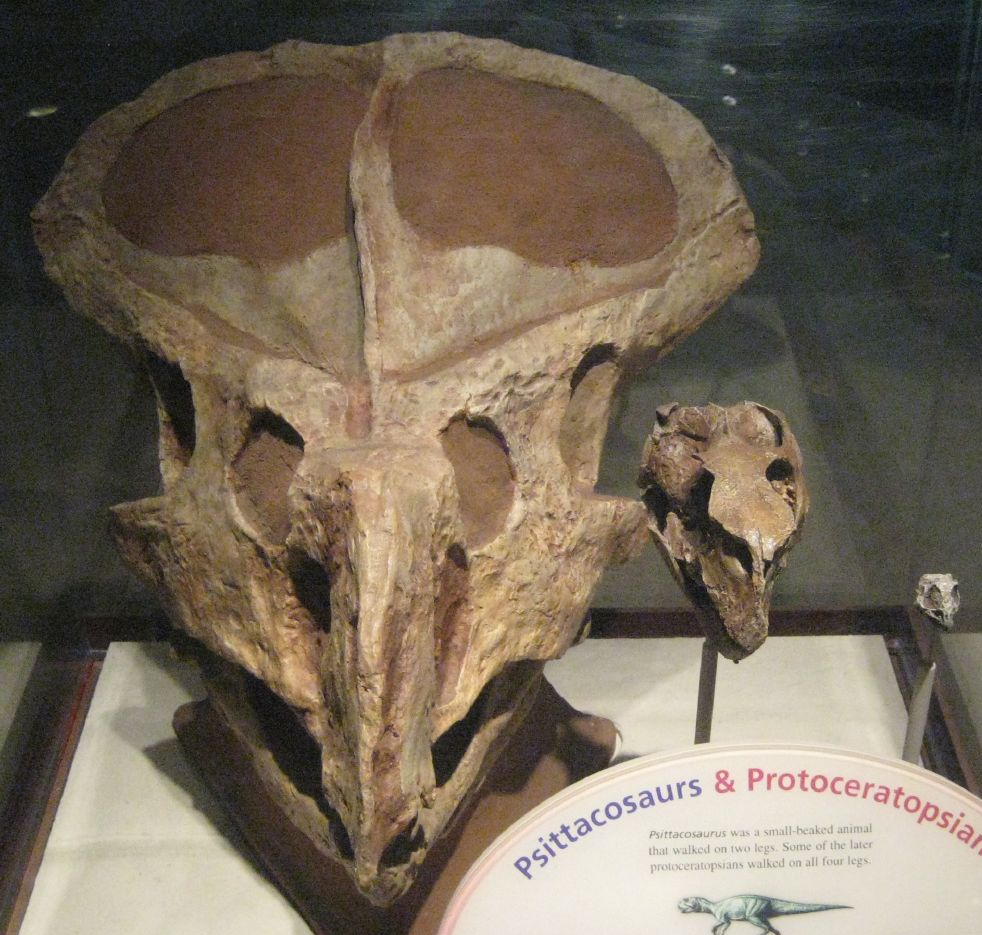
Het schedeltje van een jong van Bagaceratops, rechts, is veel kleiner dan de kop van Protoceratops links

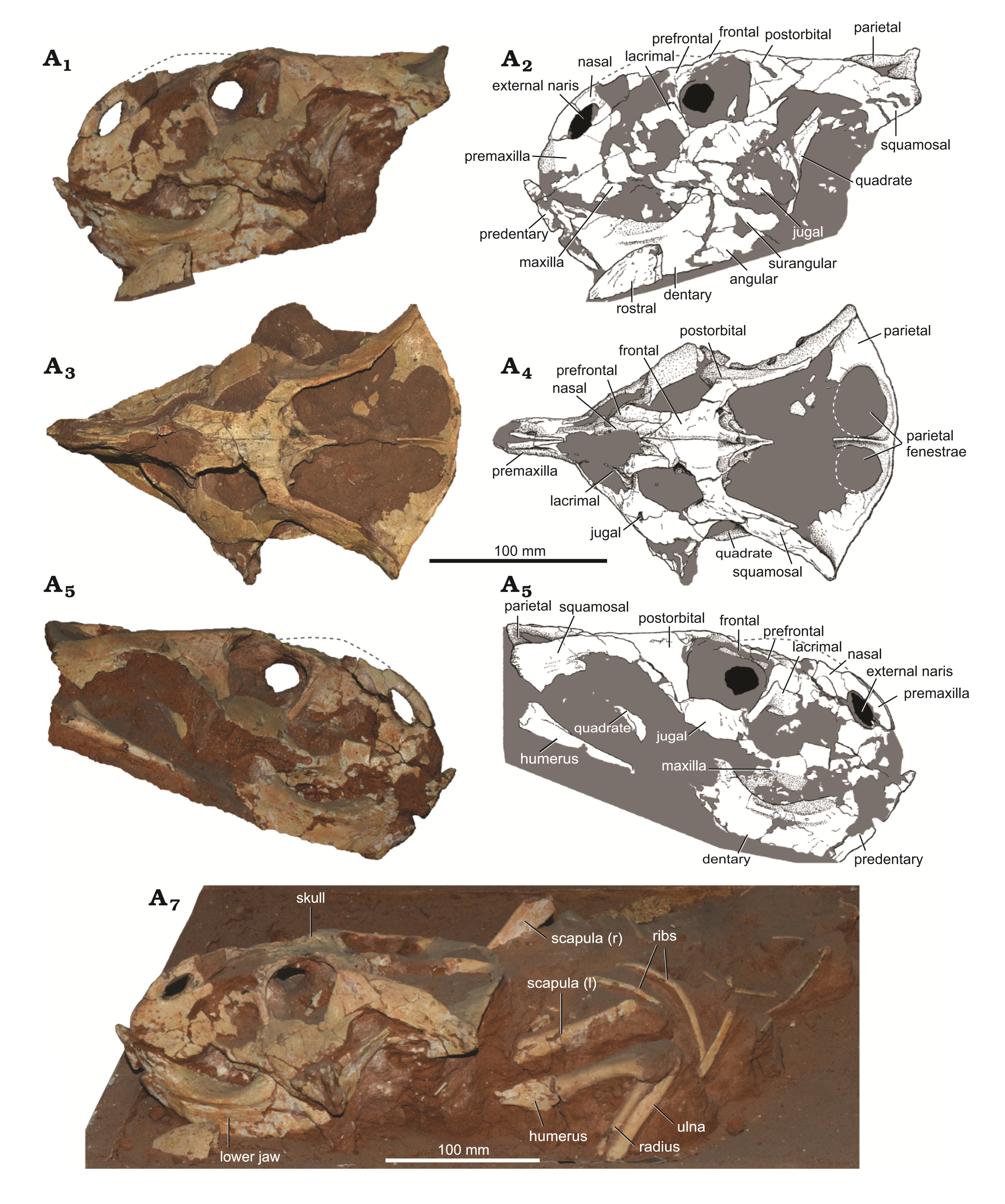
MPC-D 100 551B

Bagaceratops is in 1975 in de Protoceratopidae geplaatst. Volgens Fastovsky en Weishampel (2005) is Bagaceratops inderdaad een protoceratopide. Alifanov meende echter dat het geslacht lid is van een nieuwe familie: de Bagaceratopidae, welke ook Ajkaceratops en Magnirostris zou omvatten.
Het onderstaande kladogram laat een mogelijke positie van Bagaceratops in de evolutionaire stamboom zien, volgens een studie uit 2012 door Michael J. Ryan, David C. Evans, Philip J. Currie, Caleb M. Brown and Don Brinkman. Bagaceratops is er de zustersoort van Protoceratops.
|  | Zhuchengceratops                                                  |
|  |                                                                   |
|  | \| \| Gryphoceratops \| \| \| \| \| \| Unescoceratops \| \| \| \| |
|  |                                                                   |
|  | Gryphoceratops                                                    |
|  |                                                                   |
|  | Unescoceratops                                                    |
|  |                                                                   |

|  | Gryphoceratops |
|  |                |
|  | Unescoceratops |
|  |                |

|  | Zhuchengceratops                                                  |
|  |                                                                   |
|  | \| \| Gryphoceratops \| \| \| \| \| \| Unescoceratops \| \| \| \| |
|  |                                                                   |
|  | Gryphoceratops                                                    |
|  |                                                                   |
|  | Unescoceratops                                                    |
|  |                                                                   |

|  | Gryphoceratops |
|  |                |
|  | Unescoceratops |
|  |                |

|  | Zhuchengceratops                                                  |
|  |                                                                   |
|  | \| \| Gryphoceratops \| \| \| \| \| \| Unescoceratops \| \| \| \| |
|  |                                                                   |
|  | Gryphoceratops                                                    |
|  |                                                                   |
|  | Unescoceratops                                                    |
|  |                                                                   |

|  | Gryphoceratops |
|  |                |
|  | Unescoceratops |
|  |                |

|  | Zhuchengceratops                                                  |
|  |                                                                   |
|  | \| \| Gryphoceratops \| \| \| \| \| \| Unescoceratops \| \| \| \| |
|  |                                                                   |
|  | Gryphoceratops                                                    |
|  |                                                                   |
|  | Unescoceratops                                                    |
|  |                                                                   |

|  | Gryphoceratops |
|  |                |
|  | Unescoceratops |
|  |                |

|  | Zhuchengceratops                                                  |
|  |                                                                   |
|  | \| \| Gryphoceratops \| \| \| \| \| \| Unescoceratops \| \| \| \| |
|  |                                                                   |
|  | Gryphoceratops                                                    |
|  |                                                                   |
|  | Unescoceratops                                                    |
|  |                                                                   |

|  | Gryphoceratops |
|  |                |
|  | Unescoceratops |
|  |                |

|  | Zhuchengceratops                                                  |
|  |                                                                   |
|  | \| \| Gryphoceratops \| \| \| \| \| \| Unescoceratops \| \| \| \| |
|  |                                                                   |
|  | Gryphoceratops                                                    |
|  |                                                                   |
|  | Unescoceratops                                                    |
|  |                                                                   |

|  | Gryphoceratops |
|  |                |
|  | Unescoceratops |
|  |                |

|  | Zhuchengceratops                                                  |
|  |                                                                   |
|  | \| \| Gryphoceratops \| \| \| \| \| \| Unescoceratops \| \| \| \| |
|  |                                                                   |
|  | Gryphoceratops                                                    |
|  |                                                                   |
|  | Unescoceratops                                                    |
|  |                                                                   |

|  | Gryphoceratops |
|  |                |
|  | Unescoceratops |
|  |                |

|  | Zhuchengceratops                                                  |
|  |                                                                   |
|  | \| \| Gryphoceratops \| \| \| \| \| \| Unescoceratops \| \| \| \| |
|  |                                                                   |
|  | Gryphoceratops                                                    |
|  |                                                                   |
|  | Unescoceratops                                                    |
|  |                                                                   |

|  | Gryphoceratops |
|  |                |
|  | Unescoceratops |
|  |                |

|  | Zhuchengceratops                                                  |
|  |                                                                   |
|  | \| \| Gryphoceratops \| \| \| \| \| \| Unescoceratops \| \| \| \| |
|  |                                                                   |
|  | Gryphoceratops                                                    |
|  |                                                                   |
|  | Unescoceratops                                                    |
|  |                                                                   |

|  | Gryphoceratops |
|  |                |
|  | Unescoceratops |
|  |                |

|  | Zhuchengceratops                                                  |
|  |                                                                   |
|  | \| \| Gryphoceratops \| \| \| \| \| \| Unescoceratops \| \| \| \| |
|  |                                                                   |
|  | Gryphoceratops                                                    |
|  |                                                                   |
|  | Unescoceratops                                                    |
|  |                                                                   |

|  | Gryphoceratops |
|  |                |
|  | Unescoceratops |
|  |                |

|  | Zhuchengceratops                                                  |
|  |                                                                   |
|  | \| \| Gryphoceratops \| \| \| \| \| \| Unescoceratops \| \| \| \| |
|  |                                                                   |
|  | Gryphoceratops                                                    |
|  |                                                                   |
|  | Unescoceratops                                                    |
|  |                                                                   |

|  | Gryphoceratops |
|  |                |
|  | Unescoceratops |
|  |                |

|  | Zhuchengceratops                                                  |
|  |                                                                   |
|  | \| \| Gryphoceratops \| \| \| \| \| \| Unescoceratops \| \| \| \| |
|  |                                                                   |
|  | Gryphoceratops                                                    |
|  |                                                                   |
|  | Unescoceratops                                                    |
|  |                                                                   |

|  | Gryphoceratops |
|  |                |
|  | Unescoceratops |
|  |                |

|  | Zhuchengceratops                                                  |
|  |                                                                   |
|  | \| \| Gryphoceratops \| \| \| \| \| \| Unescoceratops \| \| \| \| |
|  |                                                                   |
|  | Gryphoceratops                                                    |
|  |                                                                   |
|  | Unescoceratops                                                    |
|  |                                                                   |

|  | Gryphoceratops |
|  |                |
|  | Unescoceratops |
|  |                |

|  | Zhuchengceratops                                                  |
|  |                                                                   |
|  | \| \| Gryphoceratops \| \| \| \| \| \| Unescoceratops \| \| \| \| |
|  |                                                                   |
|  | Gryphoceratops                                                    |
|  |                                                                   |
|  | Unescoceratops                                                    |
|  |                                                                   |

|  | Gryphoceratops |
|  |                |
|  | Unescoceratops |
|  |                |

|  | Zhuchengceratops                                                  |
|  |                                                                   |
|  | \| \| Gryphoceratops \| \| \| \| \| \| Unescoceratops \| \| \| \| |
|  |                                                                   |
|  | Gryphoceratops                                                    |
|  |                                                                   |
|  | Unescoceratops                                                    |
|  |                                                                   |

|  | Gryphoceratops |
|  |                |
|  | Unescoceratops |
|  |                |

|  | Zhuchengceratops                                                  |
|  |                                                                   |
|  | \| \| Gryphoceratops \| \| \| \| \| \| Unescoceratops \| \| \| \| |
|  |                                                                   |
|  | Gryphoceratops                                                    |
|  |                                                                   |
|  | Unescoceratops                                                    |
|  |                                                                   |

|  | Gryphoceratops |
|  |                |
|  | Unescoceratops |
|  |                |

|  | Zhuchengceratops                                                  |
|  |                                                                   |
|  | \| \| Gryphoceratops \| \| \| \| \| \| Unescoceratops \| \| \| \| |
|  |                                                                   |
|  | Gryphoceratops                                                    |
|  |                                                                   |
|  | Unescoceratops                                                    |
|  |                                                                   |

|  | Gryphoceratops |
|  |                |
|  | Unescoceratops |
|  |                |

|  | Zhuchengceratops                                                  |
|  |                                                                   |
|  | \| \| Gryphoceratops \| \| \| \| \| \| Unescoceratops \| \| \| \| |
|  |                                                                   |
|  | Gryphoceratops                                                    |
|  |                                                                   |
|  | Unescoceratops                                                    |
|  |                                                                   |

|  | Gryphoceratops |
|  |                |
|  | Unescoceratops |
|  |                |

|  | Zhuchengceratops                                                  |
|  |                                                                   |
|  | \| \| Gryphoceratops \| \| \| \| \| \| Unescoceratops \| \| \| \| |
|  |                                                                   |
|  | Gryphoceratops                                                    |
|  |                                                                   |
|  | Unescoceratops                                                    |
|  |                                                                   |

|  | Gryphoceratops |
|  |                |
|  | Unescoceratops |
|  |                |

|  | Zhuchengceratops                                                  |
|  |                                                                   |
|  | \| \| Gryphoceratops \| \| \| \| \| \| Unescoceratops \| \| \| \| |
|  |                                                                   |
|  | Gryphoceratops                                                    |
|  |                                                                   |
|  | Unescoceratops                                                    |
|  |                                                                   |

|  | Gryphoceratops |
|  |                |
|  | Unescoceratops |
|  |                |

|  | Zhuchengceratops                                                  |
|  |                                                                   |
|  | \| \| Gryphoceratops \| \| \| \| \| \| Unescoceratops \| \| \| \| |
|  |                                                                   |
|  | Gryphoceratops                                                    |
|  |                                                                   |
|  | Unescoceratops                                                    |
|  |                                                                   |

|  | Gryphoceratops |
|  |                |
|  | Unescoceratops |
|  |                |

|  | Zhuchengceratops                                                  |
|  |                                                                   |
|  | \| \| Gryphoceratops \| \| \| \| \| \| Unescoceratops \| \| \| \| |
|  |                                                                   |
|  | Gryphoceratops                                                    |
|  |                                                                   |
|  | Unescoceratops                                                    |
|  |                                                                   |

|  | Gryphoceratops |
|  |                |
|  | Unescoceratops |
|  |                |

|  | Zhuchengceratops                                                  |
|  |                                                                   |
|  | \| \| Gryphoceratops \| \| \| \| \| \| Unescoceratops \| \| \| \| |
|  |                                                                   |
|  | Gryphoceratops                                                    |
|  |                                                                   |
|  | Unescoceratops                                                    |
|  |                                                                   |

|  | Gryphoceratops |
|  |                |
|  | Unescoceratops |
|  |                |

|  | Zhuchengceratops                                                  |
|  |                                                                   |
|  | \| \| Gryphoceratops \| \| \| \| \| \| Unescoceratops \| \| \| \| |
|  |                                                                   |
|  | Gryphoceratops                                                    |
|  |                                                                   |
|  | Unescoceratops                                                    |
|  |                                                                   |

|  | Gryphoceratops |
|  |                |
|  | Unescoceratops |
|  |                |

|  | Zhuchengceratops                                                  |
|  |                                                                   |
|  | \| \| Gryphoceratops \| \| \| \| \| \| Unescoceratops \| \| \| \| |
|  |                                                                   |
|  | Gryphoceratops                                                    |
|  |                                                                   |
|  | Unescoceratops                                                    |
|  |                                                                   |

|  | Gryphoceratops |
|  |                |
|  | Unescoceratops |
|  |                |

|  | Zhuchengceratops                                                  |
|  |                                                                   |
|  | \| \| Gryphoceratops \| \| \| \| \| \| Unescoceratops \| \| \| \| |
|  |                                                                   |
|  | Gryphoceratops                                                    |
|  |                                                                   |
|  | Unescoceratops                                                    |
|  |                                                                   |

|  | Gryphoceratops |
|  |                |
|  | Unescoceratops |
|  |                |

|  | Zhuchengceratops                                                  |
|  |                                                                   |
|  | \| \| Gryphoceratops \| \| \| \| \| \| Unescoceratops \| \| \| \| |
|  |                                                                   |
|  | Gryphoceratops                                                    |
|  |                                                                   |
|  | Unescoceratops                                                    |
|  |                                                                   |

|  | Gryphoceratops |
|  |                |
|  | Unescoceratops |
|  |                |

|  | Zhuchengceratops                                                  |
|  |                                                                   |
|  | \| \| Gryphoceratops \| \| \| \| \| \| Unescoceratops \| \| \| \| |
|  |                                                                   |
|  | Gryphoceratops                                                    |
|  |                                                                   |
|  | Unescoceratops                                                    |
|  |                                                                   |

|  | Gryphoceratops |
|  |                |
|  | Unescoceratops |
|  |                |

|  | Zhuchengceratops                                                  |
|  |                                                                   |
|  | \| \| Gryphoceratops \| \| \| \| \| \| Unescoceratops \| \| \| \| |
|  |                                                                   |
|  | Gryphoceratops                                                    |
|  |                                                                   |
|  | Unescoceratops                                                    |
|  |                                                                   |

|  | Gryphoceratops |
|  |                |
|  | Unescoceratops |
|  |                |

|  | Zhuchengceratops                                                  |
|  |                                                                   |
|  | \| \| Gryphoceratops \| \| \| \| \| \| Unescoceratops \| \| \| \| |
|  |                                                                   |
|  | Gryphoceratops                                                    |
|  |                                                                   |
|  | Unescoceratops                                                    |
|  |                                                                   |

|  | Gryphoceratops |
|  |                |
|  | Unescoceratops |
|  |                |

|  | Zhuchengceratops                                                  |
|  |                                                                   |
|  | \| \| Gryphoceratops \| \| \| \| \| \| Unescoceratops \| \| \| \| |
|  |                                                                   |
|  | Gryphoceratops                                                    |
|  |                                                                   |
|  | Unescoceratops                                                    |
|  |                                                                   |

|  | Gryphoceratops |
|  |                |
|  | Unescoceratops |
|  |                |

|  | Zhuchengceratops                                                  |
|  |                                                                   |
|  | \| \| Gryphoceratops \| \| \| \| \| \| Unescoceratops \| \| \| \| |
|  |                                                                   |
|  | Gryphoceratops                                                    |
|  |                                                                   |
|  | Unescoceratops                                                    |
|  |                                                                   |

|  | Gryphoceratops |
|  |                |
|  | Unescoceratops |
|  |                |

|  | Bagaceratops  |
|  |               |
|  | Protoceratops |
|  |               |

|  | Zuniceratops |
|  |              |
|  | Ceratopidae  |
|  |              |

|  | Bagaceratops  |
|  |               |
|  | Protoceratops |
|  |               |

|  | Zuniceratops |
|  |              |
|  | Ceratopidae  |
|  |              |

|  | Bagaceratops  |
|  |               |
|  | Protoceratops |
|  |               |

|  | Zuniceratops |
|  |              |
|  | Ceratopidae  |
|  |              |

|  | Bagaceratops  |
|  |               |
|  | Protoceratops |
|  |               |

|  | Zuniceratops |
|  |              |
|  | Ceratopidae  |
|  |              |

|  | Zhuchengceratops                                                  |
|  |                                                                   |
|  | \| \| Gryphoceratops \| \| \| \| \| \| Unescoceratops \| \| \| \| |
|  |                                                                   |
|  | Gryphoceratops                                                    |
|  |                                                                   |
|  | Unescoceratops                                                    |
|  |                                                                   |

|  | Gryphoceratops |
|  |                |
|  | Unescoceratops |
|  |                |

|  | Zhuchengceratops                                                  |
|  |                                                                   |
|  | \| \| Gryphoceratops \| \| \| \| \| \| Unescoceratops \| \| \| \| |
|  |                                                                   |
|  | Gryphoceratops                                                    |
|  |                                                                   |
|  | Unescoceratops                                                    |
|  |                                                                   |

|  | Gryphoceratops |
|  |                |
|  | Unescoceratops |
|  |                |

|  | Zhuchengceratops                                                  |
|  |                                                                   |
|  | \| \| Gryphoceratops \| \| \| \| \| \| Unescoceratops \| \| \| \| |
|  |                                                                   |
|  | Gryphoceratops                                                    |
|  |                                                                   |
|  | Unescoceratops                                                    |
|  |                                                                   |

|  | Gryphoceratops |
|  |                |
|  | Unescoceratops |
|  |                |

|  | Zhuchengceratops                                                  |
|  |                                                                   |
|  | \| \| Gryphoceratops \| \| \| \| \| \| Unescoceratops \| \| \| \| |
|  |                                                                   |
|  | Gryphoceratops                                                    |
|  |                                                                   |
|  | Unescoceratops                                                    |
|  |                                                                   |

|  | Gryphoceratops |
|  |                |
|  | Unescoceratops |
|  |                |

|  | Zhuchengceratops                                                  |
|  |                                                                   |
|  | \| \| Gryphoceratops \| \| \| \| \| \| Unescoceratops \| \| \| \| |
|  |                                                                   |
|  | Gryphoceratops                                                    |
|  |                                                                   |
|  | Unescoceratops                                                    |
|  |                                                                   |

|  | Gryphoceratops |
|  |                |
|  | Unescoceratops |
|  |                |

|  | Zhuchengceratops                                                  |
|  |                                                                   |
|  | \| \| Gryphoceratops \| \| \| \| \| \| Unescoceratops \| \| \| \| |
|  |                                                                   |
|  | Gryphoceratops                                                    |
|  |                                                                   |
|  | Unescoceratops                                                    |
|  |                                                                   |

|  | Gryphoceratops |
|  |                |
|  | Unescoceratops |
|  |                |

|  | Zhuchengceratops                                                  |
|  |                                                                   |
|  | \| \| Gryphoceratops \| \| \| \| \| \| Unescoceratops \| \| \| \| |
|  |                                                                   |
|  | Gryphoceratops                                                    |
|  |                                                                   |
|  | Unescoceratops                                                    |
|  |                                                                   |

|  | Gryphoceratops |
|  |                |
|  | Unescoceratops |
|  |                |

|  | Zhuchengceratops                                                  |
|  |                                                                   |
|  | \| \| Gryphoceratops \| \| \| \| \| \| Unescoceratops \| \| \| \| |
|  |                                                                   |
|  | Gryphoceratops                                                    |
|  |                                                                   |
|  | Unescoceratops                                                    |
|  |                                                                   |

|  | Gryphoceratops |
|  |                |
|  | Unescoceratops |
|  |                |

|  | Zhuchengceratops                                                  |
|  |                                                                   |
|  | \| \| Gryphoceratops \| \| \| \| \| \| Unescoceratops \| \| \| \| |
|  |                                                                   |
|  | Gryphoceratops                                                    |
|  |                                                                   |
|  | Unescoceratops                                                    |
|  |                                                                   |

|  | Gryphoceratops |
|  |                |
|  | Unescoceratops |
|  |                |

|  | Zhuchengceratops                                                  |
|  |                                                                   |
|  | \| \| Gryphoceratops \| \| \| \| \| \| Unescoceratops \| \| \| \| |
|  |                                                                   |
|  | Gryphoceratops                                                    |
|  |                                                                   |
|  | Unescoceratops                                                    |
|  |                                                                   |

|  | Gryphoceratops |
|  |                |
|  | Unescoceratops |
|  |                |

|  | Zhuchengceratops                                                  |
|  |                                                                   |
|  | \| \| Gryphoceratops \| \| \| \| \| \| Unescoceratops \| \| \| \| |
|  |                                                                   |
|  | Gryphoceratops                                                    |
|  |                                                                   |
|  | Unescoceratops                                                    |
|  |                                                                   |

|  | Gryphoceratops |
|  |                |
|  | Unescoceratops |
|  |                |

|  | Zhuchengceratops                                                  |
|  |                                                                   |
|  | \| \| Gryphoceratops \| \| \| \| \| \| Unescoceratops \| \| \| \| |
|  |                                                                   |
|  | Gryphoceratops                                                    |
|  |                                                                   |
|  | Unescoceratops                                                    |
|  |                                                                   |

|  | Gryphoceratops |
|  |                |
|  | Unescoceratops |
|  |                |

|  | Zhuchengceratops                                                  |
|  |                                                                   |
|  | \| \| Gryphoceratops \| \| \| \| \| \| Unescoceratops \| \| \| \| |
|  |                                                                   |
|  | Gryphoceratops                                                    |
|  |                                                                   |
|  | Unescoceratops                                                    |
|  |                                                                   |

|  | Gryphoceratops |
|  |                |
|  | Unescoceratops |
|  |                |

|  | Zhuchengceratops                                                  |
|  |                                                                   |
|  | \| \| Gryphoceratops \| \| \| \| \| \| Unescoceratops \| \| \| \| |
|  |                                                                   |
|  | Gryphoceratops                                                    |
|  |                                                                   |
|  | Unescoceratops                                                    |
|  |                                                                   |

|  | Gryphoceratops |
|  |                |
|  | Unescoceratops |
|  |                |

|  | Zhuchengceratops                                                  |
|  |                                                                   |
|  | \| \| Gryphoceratops \| \| \| \| \| \| Unescoceratops \| \| \| \| |
|  |                                                                   |
|  | Gryphoceratops                                                    |
|  |                                                                   |
|  | Unescoceratops                                                    |
|  |                                                                   |

|  | Gryphoceratops |
|  |                |
|  | Unescoceratops |
|  |                |

|  | Zhuchengceratops                                                  |
|  |                                                                   |
|  | \| \| Gryphoceratops \| \| \| \| \| \| Unescoceratops \| \| \| \| |
|  |                                                                   |
|  | Gryphoceratops                                                    |
|  |                                                                   |
|  | Unescoceratops                                                    |
|  |                                                                   |

|  | Gryphoceratops |
|  |                |
|  | Unescoceratops |
|  |                |

|  | Zhuchengceratops                                                  |
|  |                                                                   |
|  | \| \| Gryphoceratops \| \| \| \| \| \| Unescoceratops \| \| \| \| |
|  |                                                                   |
|  | Gryphoceratops                                                    |
|  |                                                                   |
|  | Unescoceratops                                                    |
|  |                                                                   |

|  | Gryphoceratops |
|  |                |
|  | Unescoceratops |
|  |                |

|  | Zhuchengceratops                                                  |
|  |                                                                   |
|  | \| \| Gryphoceratops \| \| \| \| \| \| Unescoceratops \| \| \| \| |
|  |                                                                   |
|  | Gryphoceratops                                                    |
|  |                                                                   |
|  | Unescoceratops                                                    |
|  |                                                                   |

|  | Gryphoceratops |
|  |                |
|  | Unescoceratops |
|  |                |

|  | Zhuchengceratops                                                  |
|  |                                                                   |
|  | \| \| Gryphoceratops \| \| \| \| \| \| Unescoceratops \| \| \| \| |
|  |                                                                   |
|  | Gryphoceratops                                                    |
|  |                                                                   |
|  | Unescoceratops                                                    |
|  |                                                                   |

|  | Gryphoceratops |
|  |                |
|  | Unescoceratops |
|  |                |

|  | Zhuchengceratops                                                  |
|  |                                                                   |
|  | \| \| Gryphoceratops \| \| \| \| \| \| Unescoceratops \| \| \| \| |
|  |                                                                   |
|  | Gryphoceratops                                                    |
|  |                                                                   |
|  | Unescoceratops                                                    |
|  |                                                                   |

|  | Gryphoceratops |
|  |                |
|  | Unescoceratops |
|  |                |

|  | Zhuchengceratops                                                  |
|  |                                                                   |
|  | \| \| Gryphoceratops \| \| \| \| \| \| Unescoceratops \| \| \| \| |
|  |                                                                   |
|  | Gryphoceratops                                                    |
|  |                                                                   |
|  | Unescoceratops                                                    |
|  |                                                                   |

|  | Gryphoceratops |
|  |                |
|  | Unescoceratops |
|  |                |

|  | Zhuchengceratops                                                  |
|  |                                                                   |
|  | \| \| Gryphoceratops \| \| \| \| \| \| Unescoceratops \| \| \| \| |
|  |                                                                   |
|  | Gryphoceratops                                                    |
|  |                                                                   |
|  | Unescoceratops                                                    |
|  |                                                                   |

|  | Gryphoceratops |
|  |                |
|  | Unescoceratops |
|  |                |

|  | Zhuchengceratops                                                  |
|  |                                                                   |
|  | \| \| Gryphoceratops \| \| \| \| \| \| Unescoceratops \| \| \| \| |
|  |                                                                   |
|  | Gryphoceratops                                                    |
|  |                                                                   |
|  | Unescoceratops                                                    |
|  |                                                                   |

|  | Gryphoceratops |
|  |                |
|  | Unescoceratops |
|  |                |

|  | Zhuchengceratops                                                  |
|  |                                                                   |
|  | \| \| Gryphoceratops \| \| \| \| \| \| Unescoceratops \| \| \| \| |
|  |                                                                   |
|  | Gryphoceratops                                                    |
|  |                                                                   |
|  | Unescoceratops                                                    |
|  |                                                                   |

|  | Gryphoceratops |
|  |                |
|  | Unescoceratops |
|  |                |

|  | Zhuchengceratops                                                  |
|  |                                                                   |
|  | \| \| Gryphoceratops \| \| \| \| \| \| Unescoceratops \| \| \| \| |
|  |                                                                   |
|  | Gryphoceratops                                                    |
|  |                                                                   |
|  | Unescoceratops                                                    |
|  |                                                                   |

|  | Gryphoceratops |
|  |                |
|  | Unescoceratops |
|  |                |

|  | Zhuchengceratops                                                  |
|  |                                                                   |
|  | \| \| Gryphoceratops \| \| \| \| \| \| Unescoceratops \| \| \| \| |
|  |                                                                   |
|  | Gryphoceratops                                                    |
|  |                                                                   |
|  | Unescoceratops                                                    |
|  |                                                                   |

|  | Gryphoceratops |
|  |                |
|  | Unescoceratops |
|  |                |

|  | Zhuchengceratops                                                  |
|  |                                                                   |
|  | \| \| Gryphoceratops \| \| \| \| \| \| Unescoceratops \| \| \| \| |
|  |                                                                   |
|  | Gryphoceratops                                                    |
|  |                                                                   |
|  | Unescoceratops                                                    |
|  |                                                                   |

|  | Gryphoceratops |
|  |                |
|  | Unescoceratops |
|  |                |

|  | Zhuchengceratops                                                  |
|  |                                                                   |
|  | \| \| Gryphoceratops \| \| \| \| \| \| Unescoceratops \| \| \| \| |
|  |                                                                   |
|  | Gryphoceratops                                                    |
|  |                                                                   |
|  | Unescoceratops                                                    |
|  |                                                                   |

|  | Gryphoceratops |
|  |                |
|  | Unescoceratops |
|  |                |

|  | Zhuchengceratops                                                  |
|  |                                                                   |
|  | \| \| Gryphoceratops \| \| \| \| \| \| Unescoceratops \| \| \| \| |
|  |                                                                   |
|  | Gryphoceratops                                                    |
|  |                                                                   |
|  | Unescoceratops                                                    |
|  |                                                                   |

|  | Gryphoceratops |
|  |                |
|  | Unescoceratops |
|  |                |

|  | Zhuchengceratops                                                  |
|  |                                                                   |
|  | \| \| Gryphoceratops \| \| \| \| \| \| Unescoceratops \| \| \| \| |
|  |                                                                   |
|  | Gryphoceratops                                                    |
|  |                                                                   |
|  | Unescoceratops                                                    |
|  |                                                                   |

|  | Gryphoceratops |
|  |                |
|  | Unescoceratops |
|  |                |

|  | Zhuchengceratops                                                  |
|  |                                                                   |
|  | \| \| Gryphoceratops \| \| \| \| \| \| Unescoceratops \| \| \| \| |
|  |                                                                   |
|  | Gryphoceratops                                                    |
|  |                                                                   |
|  | Unescoceratops                                                    |
|  |                                                                   |

|  | Gryphoceratops |
|  |                |
|  | Unescoceratops |
|  |                |

|  | Zhuchengceratops                                                  |
|  |                                                                   |
|  | \| \| Gryphoceratops \| \| \| \| \| \| Unescoceratops \| \| \| \| |
|  |                                                                   |
|  | Gryphoceratops                                                    |
|  |                                                                   |
|  | Unescoceratops                                                    |
|  |                                                                   |

|  | Gryphoceratops |
|  |                |
|  | Unescoceratops |
|  |                |

|  | Bagaceratops  |
|  |               |
|  | Protoceratops |
|  |               |

|  | Zuniceratops |
|  |              |
|  | Ceratopidae  |
|  |              |

|  | Bagaceratops  |
|  |               |
|  | Protoceratops |
|  |               |

|  | Zuniceratops |
|  |              |
|  | Ceratopidae  |
|  |              |

|  | Bagaceratops  |
|  |               |
|  | Protoceratops |
|  |               |

|  | Zuniceratops |
|  |              |
|  | Ceratopidae  |
|  |              |

|  | Bagaceratops  |
|  |               |
|  | Protoceratops |
|  |               |

|  | Zuniceratops |
|  |              |
|  | Ceratopidae  |
|  |              |

In 2020 stelde Czepiński dat sommige exemplaren, met name MPC-D 100/551B, wezen op een proces van anagenese tussen Protoceratops andrewsi en Bagaceratops rozhdestvenskyi.

## Levenswijze
In 1975 werd aangegeven dat er nogal wat variabiliteit zat in de gevonden schedels. Daarin bleek echter geen duidelijke samenhang aan te brengen die zou kunnen wijzen op seksueel dimorfisme. Geen enkel exemplaar toonde een duidelijke combinatie van eigenschappen die bij Protoceratops verondersteld waren een bepaald geslacht te kenmerken. De beschrijfsters concludeerden dat de variabiliteit individuele variatie vertegenwoordigde.
In 1975 vertegenwoordigde specimen ZPAL MgD-I/123, een schedel van zevenenveertig millimeter lengte, de kortste schedel die van een Mesozoïsche niet-vliegende dinosauriër bekend was. Het schedeltje heeft de typische kenmerken van een jong: enorme oogkassen en een korte snuit. Een neushoorntje is al aanwezig zonder een spoor van een centraal epinasale. Ook is het extra venster tussen praemaxilla en bovenkaaksbeen al goed ontwikkeld. Er zijn veel basale kenmerken zoals een laag jukbeen, vierkant onderste slaapvenster, een verticaal quadratum, horizontaal squamosum en een weinig verwijd schedeldak. Er zijn maar zes maxillaire tanden en die hebben minder geprononceerde en gedifferentieerde richels. Opvallend is dat de schedelkraag tijdens de groei eerst lijkt te verlengen en daarna weer verkort. Dat zou een teken kunnen zijn dat de korte kraag een nieuw verworven kenmerk is, geen erfenis van basale ceratopiërs.